# Маріан Земан
Маріан Земан (словац. Marián Zeman, 7 липня 1974, Братислава) — чехословацький та словацький футболіст, захисник. Провів 27 матчів за збірну Словаччини. По завершенні кар'єри у 2006 році став депутатом Вайнорської міської ради.

## Клубна кар'єра
Починав у «Вайнорах», після чого перейшов до братиславського «Слована», у складі якого дебютував на дорослому рівні у вищій чехословацькій лізі. В останньому сезоні чемпіонату Чехословаччини провів 16 ігор, а 3 листопада 1992 року зіграв свій єдиний у кар'єрі матч Ліги чемпіонів проти італійського «Мілана» (0:4). В подальшому став з командою брати участь у новоствореній Першій лізі Словаччини. У 1994 році Земан виграв чемпіонат, Кубок та Суперкубок Словаччини, а наступного року знову виграв чемпіонат Словаччини зі «Слованом». Крім того Земан зі «Слованом» зіграв у 5 іграх Кубка УЄФА (2 у 1993/94 і 3 у 1994/95).
Того ж року переїхав до турецького «Істанбулспора». Дебютував у турецькій Суперлізі 9 вересня 1995 року в грі проти «Бурсаспора» (1:2) і загалом за два роки у Стамбулі провів за команду 56 ігор у вищому дивізіоні країни.
У 1997 році Земан приєднався до голландського «Вітессе». Дебютував в Ередивізі 19 серпня 1997 року в грі проти «Аяксу» (0:5). У 1998 році посів 3-тє місце з «Вітессом» у чемпіонаті, а наступного року став четверти, втім основним гравцем не був, тому сезон 1999/00 провів на правах оренди у швейцарському клубі «Грассгоппер». Повернувшись до «Вітессе», словак знову не зумів стати основним гравцем, провівши у сезоні 2000/01 лише 13 ігор чемпіонату, тому 2001 році знову був відданий в оренду, цього разу в грецький клуб ПАОК. Втім і там Маріан основним не був, зігравши лише 4 гри грецької Суперліги у сезоні 2001/02. В результаті влітку 2003 року словак покинув нідерландський клуб у статусі вільного агента. Всього за команду за чотири сезони він провів 61 матч у Ередивізі і забив 1 гол. Також зіграв з клубом у 7 іграх Кубка УЄФА (1 у 1998/99, 1 у 2000/01 і 5 у 2002/03).
У сезоні 2003/04 Земан виступав за португальський «Бейра-Мар», після чого змушений був завершити кар'єру через травму.

## Виступи за збірну
16 серпня 1994 року Земан дебютував за збірну Словаччини в товариській грі проти Мальти (1:1) в Братиславі. 9 травня 1996 року забив свій перший гол за збірну в товариському матчі проти Швеції в Гельсінгборзі (1:2). Свій другий і останній гол за збірну він забив 22 вересня 1996 року в Братиславі в грі кваліфікації на чемпіонат світу 1998 року проти Мальти (6:0). Востаннє вийшов у складі національної збірної 11 червня 2003 року в Міддлсбро у відбірковому матчі на Євро-2004 проти Англії (1:2).
Загалом у 1994–2003 роках зіграв за національну збірну 27 матчів і забив 2 голи, включаючи 5 ігор у відборі на чемпіонат світу 1998 року.

## Подальше життя
У 2006 році став депутатом Братиславсько-Вайнорської міської ради.  Він балотувався від коаліції SDKÚ-DS, KDH і став головою Комісії з питань спорту та дозвілля.
З 2007 по 2009 був помічником головного тренера у «Словані», потім очолював рідний клуб «Вайнори»

## Статистика
| Сезон                      | Ігор | Голів | Клуб           |
| -------------------------- | ---- | ----- | -------------- |
| Перша ліга 1992/93         | 16   | 0     | «Слован»       |
| Перша ліга 1993/94         | 18   | 2     | «Слован»       |
| Перша ліга 1994/95         | 27   | 2     | «Слован»       |
| Суперліга 1995/96          | 26   | 1     | «Істанбулспор» |
| Суперліга 1996/97          | 30   | 1     | «Істанбулспор» |
| Ередивізі 1997/98          | 20   | 0     | «Вітессе»      |
| Ередивізі 1998/99          | 13   | 0     | «Вітессе»      |
| Національна ліга А 1999/00 | 13   | 1     | «Грассгоппер»  |
| Ередивізі 2000/01          | 13   | 0     | «Вітессе»      |
| Грецька Суперліга 2001/02  | 4    | 0     | ПАОК           |
| Ередивізі 2002/03          | 15   | 1     | «Вітессе»      |
| Прімейра-Ліга 2003/04      | 24   | 2     | «Бейра-Мар»    |
| Всього                     | 219  | 10    |                |

## Досягнення
- Чемпіон Словаччини (2): 1993/94, 1994/95
- Володар кубка Словаччини (1): 1993/94
- Володар Суперкубка Словаччини (2): 1993, 1994